# Oligodon albocinctus
Oligodon albocinctus este o specie de șerpi din genul Oligodon, familia Colubridae, descrisă de Cantor 1839. Conform Catalogue of Life specia Oligodon albocinctus nu are subspecii cunoscute.